# Chalautre-la-Petite
Chalautre-la-Petite – miejscowość i gmina we Francji, w regionie Île-de-France, w departamencie Sekwana i Marna.
Według danych na rok 1990 gminę zamieszkiwały 544 osoby, a gęstość zaludnienia wynosiła 58 osób/km² (wśród 1287 gmin regionu Île-de-France Chalautre-la-Petite plasuje się na 790. miejscu pod względem liczby ludności, natomiast pod względem powierzchni na miejscu 409.).